# Folgóre da San Gimignano
Folgóre da San Gimignano, italijanski pesnik, * 1270, † 1332.
1. ↑  Record #118904361 // Gemeinsame Normdatei — 2012—2016.
2. 1 2  NUKAT — 2002.